# 非洲的書寫系統

當代世界書寫系統的分佈狀況
拉丁字母（拼音）
西里尔字母（拼音）
谚文（拼音；特徵文字）
其他字母
阿拉伯字母（辅音音素文字）
其他辅音音素文字
天城文（元音附标文字）
其他元音附标文字
音节文字
汉字（语素文字）

非洲的書寫系統是指非洲大陸上現在和以前用來紀錄非洲語言的文字或書寫符號，包括本土自創和引介進來的書寫體系。 
在今日，拉丁字母廣泛用於紀錄非洲語言，尤其是在漠南非洲。阿拉伯字母主要用於北非，而吉茲字母在非洲之角特別強勢。在某些局部性地域，其他的字母或文字符號佔有一定程度的地位。

## 本地的書寫體系

### 古代

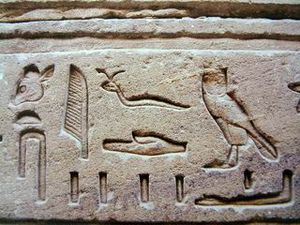
古埃及的聖書體

#### 古埃及
非洲大陸最有名的文字或許是用來書寫古埃及語的埃及聖書體（Egyptian hiero-glyphs），這是一種混合語素成份和輔音音素成份的文字。這些字體後來演變為僧侶體和世俗體，並成為腓尼基字母、希臘字母、科普特字母的源頭。從古埃及語言演變來的科普特語，至今仍是科普特正教會的儀式語言。
埃及聖書體在Unicode字元平面對映的區段是 U+13000 到 U+1342F。

#### 麥羅埃
古實王國 (800 BC – c. AD 350)發展出麥羅埃字母（Meroïtic），屬於元音附標文字，用來書寫古代努比亞的語言麥羅埃語，分為聖書體（Meroitic Hieroglyphics）和手寫體（ Meroitic Cursive）。
麥羅埃聖書體在Unicode的區段是 U+10980 到 U+1099F，手寫體的區段是 U+109A0 到 U+109FF。

#### 提非納
提非納字母（Tifinagh）是古老的地中海文字，屬於輔音音素文字（沒有母音字母），主要用來書寫柏柏爾語，特別是圖阿雷格語（Tamasheq）。柏柏爾學院在1960年代改良的新提非納字母加入了母音字母，於2003年在摩洛哥獲得官方地位。
新提非納字母在Unicode字元平面對映的區段是 U+2D30 到 U+2D7F。

#### 吉茲
吉茲字母（Ge'ez）是一種元音附標文字發明於非洲之角，源於公元前9世紀的南阿拉伯字母。最初的吉茲字母出現在公元前5世紀，只標記子音。到公元4世紀才出現標記母音的用法。吉茲字母用來書寫吉茲語、阿姆哈拉語、提格利尼亞語等衣索比亞語言。
吉茲字母在Unicode的主區段是 U+1200 到 U+137F。延伸和補充區段在 U+1380 到 U+139F，U+2D80 到 U+2DDF，U+AB00 到 U+AB2F。

#### 其他
有些非洲社會發展出文字原型（Proto-writing）的形意符號，能用來表達特定的意義，但不構成書寫語言的文字系統。典型的例子，像是居住在奈及利亞克羅斯河的艾菲克人（Efik），部落的男性組成祕密結社獵豹會（或叫做Ekpe），成員使用一種稱為恩西比迪的符號互相溝通（不過有意見指出有些符號可能屬於語素文字或音節文字符號。）。
阿散蒂地區的阿坎人會用阿杜德拉符文代表一種概念或格言，廣泛用在於織物，陶器，標幟和廣告中，作為一種藝術裝飾並用來傳達傳統的智慧或生活的意義。

### 近現代

#### 莫莫洛·杜瓦魯·布格磊
莫莫洛·杜瓦魯·布格磊於1833年在賴比瑞亞發明瓦伊音節文字(Vai)，用來書寫曼德語族的瓦伊語。

瓦伊音節文字的符號

瓦伊音節文字在Unicode的區段是 U+A500 到 U+A63F。

#### 易卜拉欣·恩喬亞
巴姆穆文字是用來書寫巴姆穆語而制定的音節文字。由巴姆穆王國蘇丹易卜拉欣·恩喬亞（Ibrahim Njoya）在19世紀末、20世紀初發明。初期的巴姆穆文字還是象形符號，後來逐步演變成音節文字（由於既有音節符號無法完全表現所有音節，有些符號會字母化，因此是半音節文字）。1931年後，由於恩喬亞遭放逐而停止使用。
巴姆穆文字的完成型態在Unicode的區段是 U+A6A0 到 U+A6FF。巴姆穆文字最初發展的五種型態都位於補充區段，在U+16800 到 U+16A3F。

#### 普風和恩德·騰風
艾哈普文字用於書寫巴米累克民族中的艾哈普（Eghap）人所說的門伽卡（Mengaka）語言，由當地的國王普風（Pufong）和皇家侍從恩德·騰風（Nde Temfong）在1910年代左右發明，用於紀錄和通信。這種文字未得到廣泛使用，後來逐漸失傳，只有部份文字得到破譯。據說艾哈普文字是根據巴姆穆文字而創造，不過兩者只有部份地方相似。

#### 奧斯曼·尤瑟夫·肯納迪
奧斯曼亞字母是用於書寫索馬利語的文字，在1920年至1922年期間由奧斯曼·尤瑟夫·肯納迪（Osman Yusuf Kenadid）發明。1972年10月，索馬利亞總統穆罕默德·西亞德·巴雷單方面地決定採用拉丁字母拼寫索馬利語，奧斯曼亞字母的使用急遽衰退。
奧斯曼亞字母在Unicode的區段是 U+10480 到 U+104AF。

#### 蘇利曼·坎特
西非書面字母（N'Ko字母）是用來書寫西非曼德語族的文字，在1949年由蘇利曼·坎特發明，N'Ko在所有的曼德語族語言中意味著「我說」。N'Ko字母在幾內亞、馬利和象牙海岸獲得廣泛使用，用來書寫迪尤拉語、班巴拉語、曼丁哥語，以及這些語言的方言。
N'Ko字母在Unicode的區段是 U+07C0 到 U+07FF。

#### 亞當·塔吉爾和西迪克·亞當·伊薩
札格哈瓦字母用來書寫查德和蘇丹達福爾的札格哈瓦語，在1950年代由學校教師亞當·塔吉爾（Adam Tajir）發明，又稱為駱駝字母，因為其字母原本來自於駱駝和其他牲畜身上的部落烙印。在2000年，西迪克·亞當·伊薩（Siddick Adam Issa）修改了塔吉爾的字母系統，使其更能準確表示札格哈瓦語的音韻。伊薩修改後的版本得到了廣泛的認可，並更常使用。

#### 弗雷德里克·布魯利·布瓦布雷
貝特音節文字是用來書寫貝特語的音節文字，在1956年由象牙海岸藝術家弗雷德里克·布魯利·布瓦布雷（Frédéric Bruly Bouabré）發明。

#### 諾倫斯·摩西·姆瓦恩韋戈
姆瓦恩韋戈文字是用來書寫馬拉威國內各種班圖語系語言的元音附標文字，由語言學家諾倫斯·摩西·姆瓦恩韋戈（Nolence Moses Mwangwego）於1979年發明，1997年正式推出。

#### 巴瑞兄弟
亞德蘭字母用來書寫富拉語，取自Alkule Dandayɗe Leñol Mulugol的縮寫Adlam，意思是「保護人們免於消逝的字母」。在1989年，當時還是少年的兩兄弟，伊布拉西馬·巴瑞和阿卜杜拉耶·巴瑞（Ibrahima and Abdoulaye Barry）在幾內亞發明。阿德拉姆字母在西非好幾個說富拉語的地區流通（也有人拿來書寫豪薩語）。
亞德蘭字母在Unicode的區段是 U+1E900 到 U+1E95F。

#### 托盧拉瑟·奧貢托辛
奧杜杜瓦字母用來書寫約魯巴語，由貝寧約魯巴酋長托盧拉瑟·奧貢托辛（Tolúlàṣẹ Ògúntósìn）在2016到2017年發明，據稱是由先祖奧杜杜瓦託夢啟示而來。

#### 洛坦娜·伊格威-奧登澤
恩得比文字用來書寫伊博語，由奈及利亞軟體工程師洛坦娜·伊格威-奧登澤（Lotanna Igwe-Odunze）在2009到2020年間發明。

## 引進的書寫體系

### 古代

#### 腓尼基字母
古代迦太基（今突尼西亞）通行腓尼基字母，用來書寫腓尼基布匿語。在公元前150年隨迦太基滅亡而停止使用。

#### 希臘字母
埃及的托勒密王朝利用希臘字母把世俗體文字音譯以記錄世俗體的正確發音。公元首2個世紀時，出現以希臘字母紀錄古埃及語的古科普特文，而部分則採納自世俗體的字母，形成真正意義上的科普特文字。一種科普特字母的安色爾體曾在公元8-15世紀時用來書寫古代的努比亞語。

### 中古

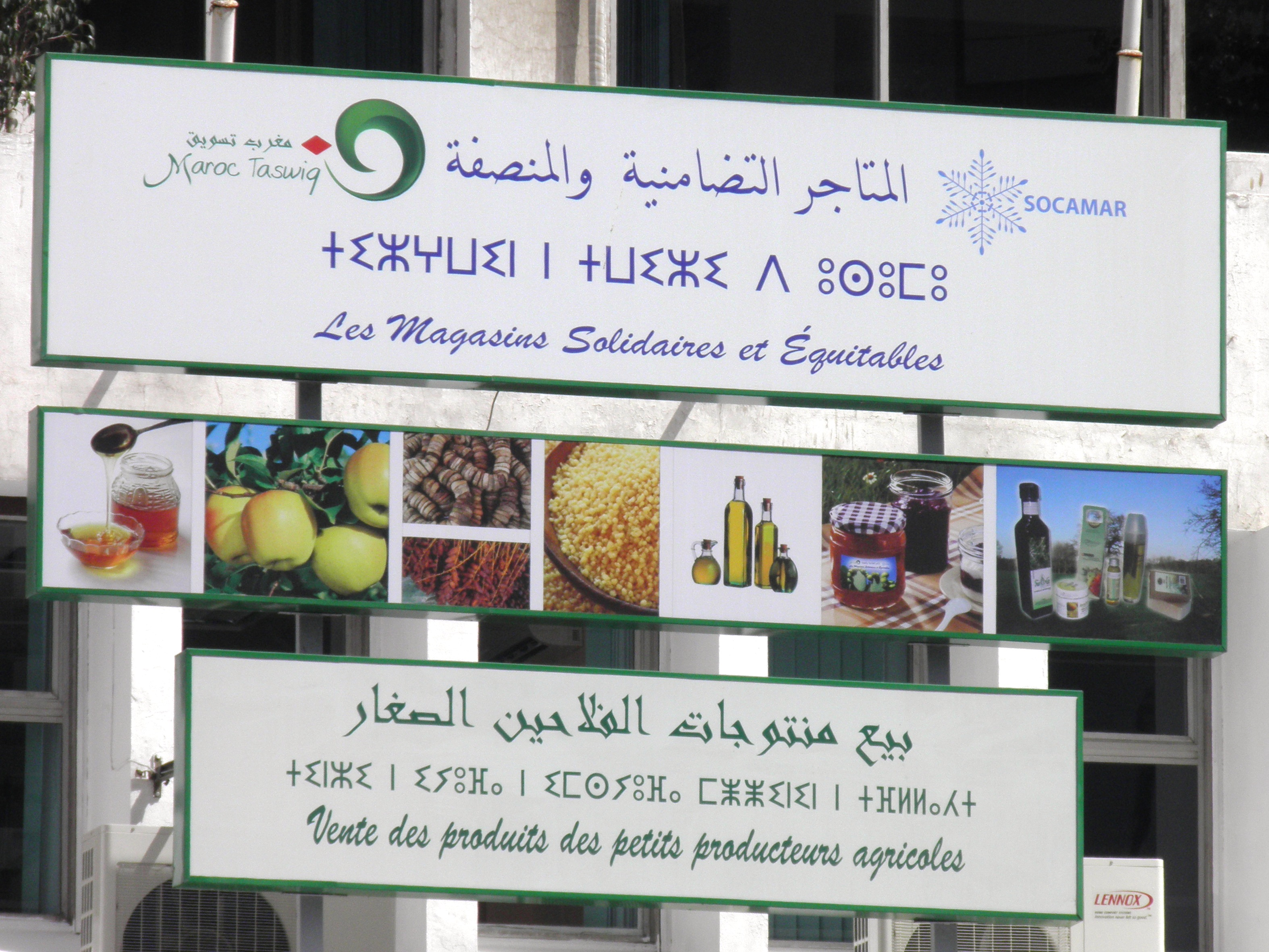
摩洛哥店家招牌，提供三種語言阿拉伯語、柏柏爾語、法語的對照，分別用阿拉伯字母、新提非納字母、拉丁字母書寫

#### 阿拉伯字母
阿拉伯字母隨貿易往來以及伊斯蘭傳佈而引介進非洲，除了用來書寫阿拉伯語，幾世紀來也用於紀錄一些非洲語言，例如豪薩語、史瓦希利語、約魯巴語、富拉語、桑海語、柏柏爾語、班巴拉語、曼丁哥語、沃洛夫語、索馬利亞語等等。但通常必須要修改阿拉伯字母來表記這些非洲語言所具有的音調，因此發展出像阿雅米（Ajami）字母這種改編過的阿拉伯字母來書寫這些非洲語言。
用阿拉伯字母拼寫非洲語言沒有官方標準，大多按照當地的傳統慣例。伊斯蘭教育科學文化組織（Islamic Educational, Scientific and Cultural Organization）推動阿雅米字母的標準化。

### 近現代

#### 拉丁字母
非洲多國的語言以用拉丁字母紀錄為主，尤其那些本來沒有文字的語言大多採用拉丁字母作為書寫系統。許多方案為此提出，最初是基於基督教傳教士的傳教需求發展各種不同的羅馬拼音系統，不過後來許多語言學者和國際組織也加入推動的行列，例如萊普修斯標準字母（十九世紀中葉）、非洲字母（1928）、非洲參考字母（1978）。有許多國家層級的標準化方案已經提出或推廣，例如泛奈及利亞字母。法國國立東方語言文化學院建立了柏柏爾語拉丁字母的拼寫標準，得到廣泛採用。

## 外部連結
- 非洲的字母 （页面存档备份，存于）
- Systèmes alphabétiques des langues africaines （页面存档备份，存于）
- Phenomenon of the African idea of the written language （页面存档备份，存于）